# 圣阿旺坦
圣阿旺坦（法語：Saint-Aventin）是法国上加龙省的一个市镇，属于圣戈当区。

## 地理
圣阿旺坦（42°48'23"N, 0°32'46"E）面积17.4 平方千米，位于法国奧克西塔尼大區上加龙省，该省份为法国西南部内陆省份，西南端与西班牙接壤，自此顺时针与上比利牛斯省、热尔省、塔恩-加龙省、塔恩省、奥德省和阿列日省接壤。
与圣阿旺坦接壤的市镇（或旧市镇、城区）包括：邦克德苏埃德叙、巴涅尔德吕雄、卡斯蒂永-德拉尔布斯特、卡扎里伊-拉斯佩讷、特雷邦德吕雄。

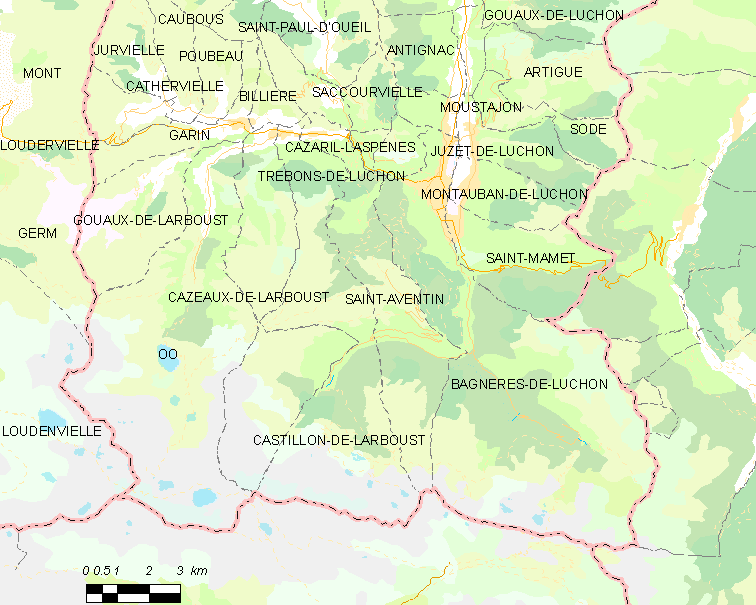
圣阿旺坦的OSM定位图

圣阿旺坦的时区为UTC+01:00、UTC+02:00（夏令时）。

## 行政
圣阿旺坦的邮政编码为31110，INSEE市镇编码为31470。

## 政治
圣阿旺坦所属的省级选区为巴涅尔德吕雄县。

## 人口

1962-2008年间圣阿旺坦人口变化图示

圣阿旺坦于2022年1月1日时的人口数量为63人。